# A Year Without Rain
Albums de Selena Gomez & the Scene
Kiss and Tell
(2010) When the Sun Goes Down
(2011)
Singles
1. Round and Round
Sortie : 15 février 2010
2. A Year Without Rain
Sortie : 8 mai 2010

A Year Without Rain est le deuxième album en studio du groupe Selena Gomez & the Scene. L'album est sorti le 18 septembre 2010 aux États-Unis et le 28 septembre 2010 en France sous le label d'Hollywood Records. Le groupe a travaillé avec les producteurs qui ont contribué au premier album (Kiss and Tell) comme Rock Mafia ou Toby Gad. Les genres musicaux de ce deuxième album sont variés : dance-pop, electro-pop et techno. Ils s'inspirent du premier opus, notamment du single Naturally qui a connu un vrai succès à travers le monde.
"A Year Without Rain" a commencé à la quatrième place aux États-Unis avec plus de 66 000 copies vendues dès la première semaine. Au mois d'octobre, il est déclaré que cet album a vendu plus de 160 000 copies aux États-Unis en deux semaines. En fin d'année il est arrivé à la 47e place.
En janvier 2011, l'album a été certifié Disque d'or par la RIAA. Deux singles ont été tirés de cet album : Round and Round et A Year Without Rain qui a même une version espagnole : Un Año Sin Lluvia. En août 2011, il est déclaré que l'album s'est vendu à plus de 658 000 copies aux États-Unis. Cet opus est aussi certifié Disque d'or au Canada, en Argentine et au Brésil ainsi que Disque de platine au Chili et en Pologne.

## Composition

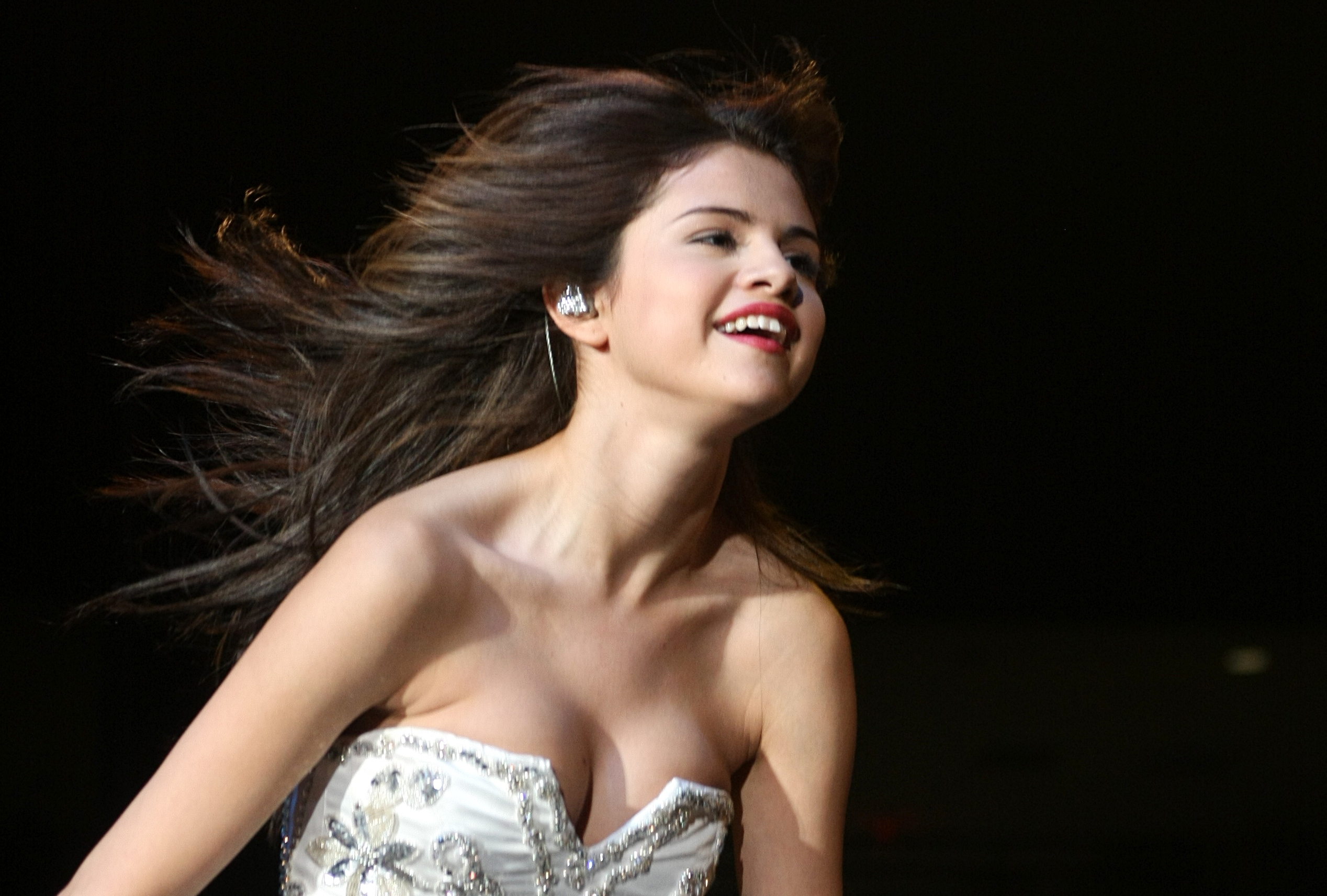
Selena Gomez

L'album comporte une dominance au niveau de la dance-pop-électro qui se fait sentir, tout en intégrant "l'eurodance", et les influences du reggae, dancehall, disco et du R & B. Sur la plupart des pistes, la voix de Selena subit un zeste d'auto-tune. Au niveau des paroles, le principal contenu des chansons vont avec les thèmes de l'amour, la liberté et la joie de vivre dans l'instant. Tim Sendra du Allmusic a noté que Kiss and Tell était plus léger et plus amusant, et que cet album est plus grave lyriquement et musicalement. Sendra a également dit où l'album précédent avait une ambiance rétro et beaucoup de guitares, ce travail a été totalement de l'instant, accompagnée de l'auto-tune et le rap invité.
L'album s'ouvre avec Round and Round, un optimiste synthé axée chanson, propose un cheval groove électro, alors que "Summer's Not Hot" a un chœur eurodance, fait par la gracieuseté de RedOne. "Spotlight" semble dériver du dancehall, et selon Mikael Wood de Billboard, la chanson ne comporte pas de crochet. La chanson-titre, "A Year Without Rain" est une ballade danse qui est également une discothèque, décrit comme "emo". Eric Bellinger fait une apparition dans des interludes de rap dans "Intuition", tandis que Katy Perry a fait les chœurs sur "Rock God". "Ghost of You" est une ballade sur une rupture.
"Sick Of You" est le morceau le plus rythmé de l'album avec un message de femme forte et indépendant qui en a marre de son petit ami et préfère le célibat tandis que "Off The Chain" a un message encore plus contraire, il est vrai que cette mélodie est entraînante mais dans ce morceau, Selena chante la joie de vivre en couple. Le dernier morceau est "Live Like Ther's No Tomorrow" a été appelé une ballade de puissance.
L'album en version Deluxe contient entre plus le titre Round and Round en version remixé et la version espagnole de A Year Without Rain.

## Critiques & Commercial
En général, l'album a reçu des critiques plutôt positives. Mikael Wood du "Billboard" a insisté sur le fait que l'album comporte des titres avec des paroles sur les problèmes des adolescents, il a notamment reconnu l'effort fait par rapport à Kiss and Tell mais il a critiqué une utilisation excessive d'Auto-tune sur la voix de Gomez. Allison Stewart du "Washington Post", quant à elle pense que Selena se force trop et que le résultat attendu n'est pas là.
"A Year Without Rain" est sorti le 17 septembre 2010 aux États-Unis et est arrivé à la quatrième place du Top Billboard avec plus de 66 154 copies vendues dès la première semaine ce qui est mieux que son précédent album Kiss and Tell qui est arrivé à la neuvième place du Top Billboard avec plus de 66 000 copies vendues dès la première semaine. Après trois mois de parution, l'album arrive à la 144e place du Top de fin d'année alors que Kiss and Tell est arrivé à la 67e place. Le 19 janvier 2011, l'album a été certifié Disque d'or par la RIAA après s’être écoulé à plus de 500 000 copies et en août 2011 il s'est écoulé à plus de 658 000 copies.
Au Canada, l'album a commencé à la sixième place ce qui est mieux que le précédent qui a commencé à la 22e place et le 15 août 2011, l'album s'est écoulé à plus de 40 000 copies et a été certifié Disque d'or. En Espagne, l'album est arrivé à la sixième place tout comme au Canada, en France il est sorti le 28 septembre 2010 et est arrivé à la 24e place du Top alors que Kiss and Tell est arrivé à la 26e place. Au Portugal et en Grèce, il est arrivé à la neuvième place ce qui est la première fois qu'un album du groupe apparaît dans le Top portugais.

## Singles
Round and Round est le premier single de l'album qui a reçu un succès mitigé, il est sorti le 28 juin 2010 tout comme le clip vidéo. Ce morceau a été coécrit avec le chanteur Kevin Rudolf et est arrivé à la 24e place du Top. Ce single parle d'une histoire entre un garçon et une fille qui viennent de rompre et décrit comment le garçon faisait tourner la fille en rond.
"A Year Without Rain" est le deuxième single de l'album et est sortie le 8 septembre 2010 en arrivant à la 35e place du top. Il a été certifié Disque d'or en Australie. Une version espagnole a été réalisée: "Un Año Sin Lluvia".

## Clips Vidéos
| Année | Titre               | Sortie           |
| ----- | ------------------- | ---------------- |
| 2010  | Round and Round     | 22 juin 2010     |
| 2010  | A Year Without Rain | 30 août 2010     |
| 2010  | Un Año Sin Lluvia   | 19 novembre 2010 |

## Liste des pistes
| 1.  | Round and Round                      | Rudolf, Bolooki, Halavacs | 3:06 |
| 2.  | A Year Without Rain                  | Gad                       | 3:56 |
| 3.  | Rock God                             | Rock Mafia                | 3:08 |
| 4.  | Off the Chain                        | Rock Mafia                | 4:03 |
| 5.  | Summer's Not Hot                     | Rock Mafia, RedOne        | 3:05 |
| 6.  | Intuition (featuring Eric Bellinger) | Gad                       | 2:59 |
| 7.  | Spotlight                            | Åström, Anders            | 3:31 |
| 8.  | Ghost of You                         | Jeberg                    | 3:23 |
| 9.  | Sick of You                          | Squire                    | 3:23 |
| 10. | Live Like There's No Tomorrow        | Superspy                  | 4:07 |

| 3. | Naturally | 3:22 |

| 12. | Round and Round (Razor & Guido Club Vocal Mix Radio Remix) | 3:48  |
| 13. | Making of the album 'Kiss and Tell'                        | 15:00 |
| 14. | Video Message from Selena Gomez                            | 0:15  |

| 11. | Round and Round (Dave Audé Radio Remix)                      | 3:33 |
| 12. | A Year Without Rain (EK's Future Classic Remix Radio Edit)   | 4:05 |
| 13. | Un Año Sin Ver Llover (A Year Without Rain Version espagnol) | 3:30 |

| 14. | Round and Round (Clip vidéo)     | 3:26 |
| 15. | A Year Without Rain (Clip vidéo) | 3:29 |

| 1. | Girl Meets World (Extended edition)                 | 36:50 |
| 2. | Girl on Film (Behind the scenes at the photo shoot) | 4:23  |
| 3. | A Year Without Rain Video Shoot (Behind the scenes) | 5:20  |
| 4. | Round and Round (Clip vidéo)                        | 3:26  |
| 5. | Naturally (Clip vidéo)                              | 3:13  |

## Personnel
- Vocale - Selena Gomez
- Vocal Secondaires - Selena Gomez, Lindy Robbins, Gina Schock, Fefe Dobson, Char Licera
- Guitare - John Fields, Greg Johnston, Jimmy Messer, Tim Pierce, Isaac Hasson
- Basse - John Fields, Sean Hurley, Isaac Hasson
- Claviers - John Fields, Benjamin Dherbecourt - Isaac Hasson, Mher Filian
- Batterie - John Fields, Dorian Crozier, Josh Freese
- Battements - Mher Filian
- Producteurs - John Fields, Matthew Wilder, Rob Wells, Toby Gad, Trey Vittetoe, Devrim Karaoglu, Antonina Armato
- Ingénieur - John Fields, Matthew Wilder, Rob Wells, Trey Vittetoe, Chris Anderson, Adam Comstock, Steve Hammons, Luke Tozour
- Mix - John Fields, Matthew Wilder, Toby Gad, Chris Anderson, Clif Norrell, Paul Palmer, Paul David Hager
- Programme - John Fields, Rob Wells, Toby Gad
- Instrumentation - Matthew Wilder, Rob Wells, Toby Gad, Trey Vittetoe
- Producteur Tonalité - Rob Wells, Shelly Peiken
- Énergie de la batterie - Ghian Wright
- Arranger - Toby Gad
- Assistant Engineer - Dorian Crozier
- Mastering - Robert Vosgien
- A&R - Cindy Warden, Jon Lind
- Directeur Créatif - David Snow
- Mode - Nick Steinhardt
- Direction d'art - Jeri Heiden

## Classements et certifications

### Classements par pays
| Classement (2010)                    | Meilleure position |
| ------------------------------------ | ------------------ |
| Australie Classement album           | 46                 |
| Autriche Classement album            | 19                 |
| Belgique Classement album (Flandre)  | 11                 |
| Belgique Classement album (Wallonie) | 21                 |
| Canada Classement album              | 6                  |
| République tchèque Classement album  | 9                  |
| France Classement album              | 26                 |
| Allemagne Classement album           | 22                 |
| Grèce Classement album               | 10                 |
| Hongrie Classement album             | 23                 |
| Irlande Classement album             | 40                 |
| Italie Classement album              | 28                 |
| Mexique Classement album             | 16                 |
| Pays-Bas Classement album            | 51                 |
| Nouvelle-Zélande Classement album    | 24                 |
| Pologne Classement album             | 11                 |
| Portugal Classement album            | 9                  |
| Espagne Classement album             | 6                  |
| Suisse Classement album              | 37                 |
| Royaume-Uni Classement album         | 14                 |
| États-Unis Billboard 200             | 4                  |

### Classement de fin d'année
| Classement annuel (2010) | Position |
| ------------------------ | -------- |
| États-Unis Billboard 200 | 144      |

| Classement (2011)        | Position |
| ------------------------ | -------- |
| États-Unis Billboard 200 | 67       |

## Certifications
| Pays        | Certification      | Ventes     |
| ----------- | ------------------ | ---------- |
| États-Unis  | Or[réf. souhaitée] | 812 000+   |
| Brésil      | Or                 | 34 000+    |
| Pologne     | Platine            | 20 000+    |
| Royaume-Uni | Argent             | 60 000+    |
| Canada      | Or                 | 40 000+    |
| Monde       |                    | 1 200 000+ |

## Historique de sortie
| Pays                       | Date              | Format                 | Label                                 |
| -------------------------- | ----------------- | ---------------------- | ------------------------------------- |
| Pologne                    | 18 septembre 2010 | CD                     | Universal Music                       |
| Canada                     | 18 septembre 2010 | CD / CD + DVD          | Universal Music                       |
| Allemagne                  | 18 septembre 2010 | CD / CD + DVD          | Universal Music                       |
| États-Unis                 | 18 septembre 2010 | CD / CD + DVD          | Hollywood Records                     |
| Australie                  | 24 septembre 2010 | CD + DVD               | Universal Music                       |
| Mexique                    | 24 septembre 2010 | CD + DVD               | Universal Music                       |
| Royaume-Uni                | 4 octobre 2010    | CD / CD + DVD          | Fascination Records                   |
| Brésil,                    | 15 octobre 2010   | CD / CD + DVD          | Universal Music                       |
| Malaisie                   | 25 octobre 2010   | téléchargement digital | Geffen Records, Universal Music Group |
| Inde                       | 28 octobre 2010   | CD / CD + DVD          | Universal Music                       |
| Japon                      | 26 janvier 2011   | CD / CD + DVD          | Avex International                    |
| République de Chine Taïwan | 28 janvier 2011   | CD + DVD               | Universal Music                       |